# Ribnik (rijeka)
Ribnik je rijeka u Bosni i Hercegovini.
Izvire iz više izvora u podnožju planine Srnetice, oko 4 kilometra uzvodno od Gornjeg Ribnika. U Sanu se ulijeva na 283 metra nadmorske visine kod naselja Velije.
Rijeku naseljavaju salmonidi: lipljen, potočna pastrva i kalifornijska pastrva. Oko 70% svih riba u Ribniku je lipljen.

## Vanjske poveznice
|  | Zajednički poslužitelj ima još gradiva o temi Ribnik (rijeka) |